# Gymnopleurus ruandensis
Gymnopleurus ruandensis är en skalbaggsart som beskrevs av Emile Janssens 1938. Gymnopleurus ruandensis ingår i släktet Gymnopleurus och familjen bladhorningar. Inga underarter finns listade i Catalogue of Life.